# Varronia linnaei
Varronia linnaei är en strävbladig växtart som först beskrevs av William Thomas Stearn och som fick sitt nu gällande namn av James Spencer Miller.
Varronia linnaei ingår i släktet Varronia och familjen strävbladiga växter. Inga underarter finns listade i Catalogue of Life.